# Џо Грифаси
Џозеф Џ. Грифаси (енгл. Joseph G. Grifasi; Бафало, Њујорк, 14. јун 1944), амерички је позоришни, филмски и ТВ глумац.